# Kvartärstruktur
Med kvartärstruktur avses hur subenheterna i ett protein ligger sammanfogade i rymden. Proteiner kan bestå av flera molekyler vars tertiärstruktur passar ihop med varandra och binds samman via hydrofob interaktion, vätebindningar eller med svavelbindningar.
Ofta kan det aktiva centret i ett enzym ligga mellan de olika subenheterna och ge enzymet dess funktion, exempelvis som i hemoglobin.
Om ett protein består av två eller flera polypeptider, så anger kvartärstrukturer hur de ligger i förhållande till varandra i 3D. 